# Schoenionta necydaloides
Schoenionta necydaloides là một loài bọ cánh cứng trong họ Cerambycidae.